# Onthophagus liwagensis
Onthophagus liwagensis là một loài bọ cánh cứng trong họ Bọ hung (Scarabaeidae).